# 刘嵩 (北魏)
劉嵩（?—?），字阿龙，北魏大臣，匈奴独孤部人。北魏孝文帝改革后，独孤姓改为刘姓。
劉嵩是永安公刘罗辰玄孙，并州刺史刘殊晖曾孙，武卫将军刘求引之孙，东雍州刺史劉乞歸的儿子。劉仁之的堂兄。劉嵩好周人之急。与王仲兴自平城赴洛阳，王仲兴家贫不能自给，劉嵩事事资助。魏宣武帝时，王仲兴受宠，于是上奏皇帝，任命刘嵩给事。刘嵩请疏通黄河，以通漕运，授为龙门都将。历多年而功不成，被流放。元晔即位後，授为大鸿胪卿。其子刘桃汤，官至奉朝请。